# Международный день семей

Эмблема праздника

Международный день семей (на других официальных языках ООН: англ. International Day of Families, араб. اليوم الدولي للأسر, ‎исп. Día Internacional de las Familias, кит. 国际家庭日, фр. Journée internationale des familles
)  — отмечается ежегодно 15 мая начиная с 1994 года.  Провозглашён Генеральной Ассамблеей ООН  в резолюции о Международном годе семьи (Резолюция  №  A/RES/47/237 от 20 сентября 1993 года). Установление этого дня ставит целью обратить внимание общественности стран на многочисленные проблемы семьи.
Ежегодно публикуются послания Генерального секретаря ООН по текущей теме Международного дня семей. В послании 2005 года, например, говорится о большой роли семьи в поддержке ВИЧ-больных, о необходимости помощи детям, заботящимся о больных родителях.

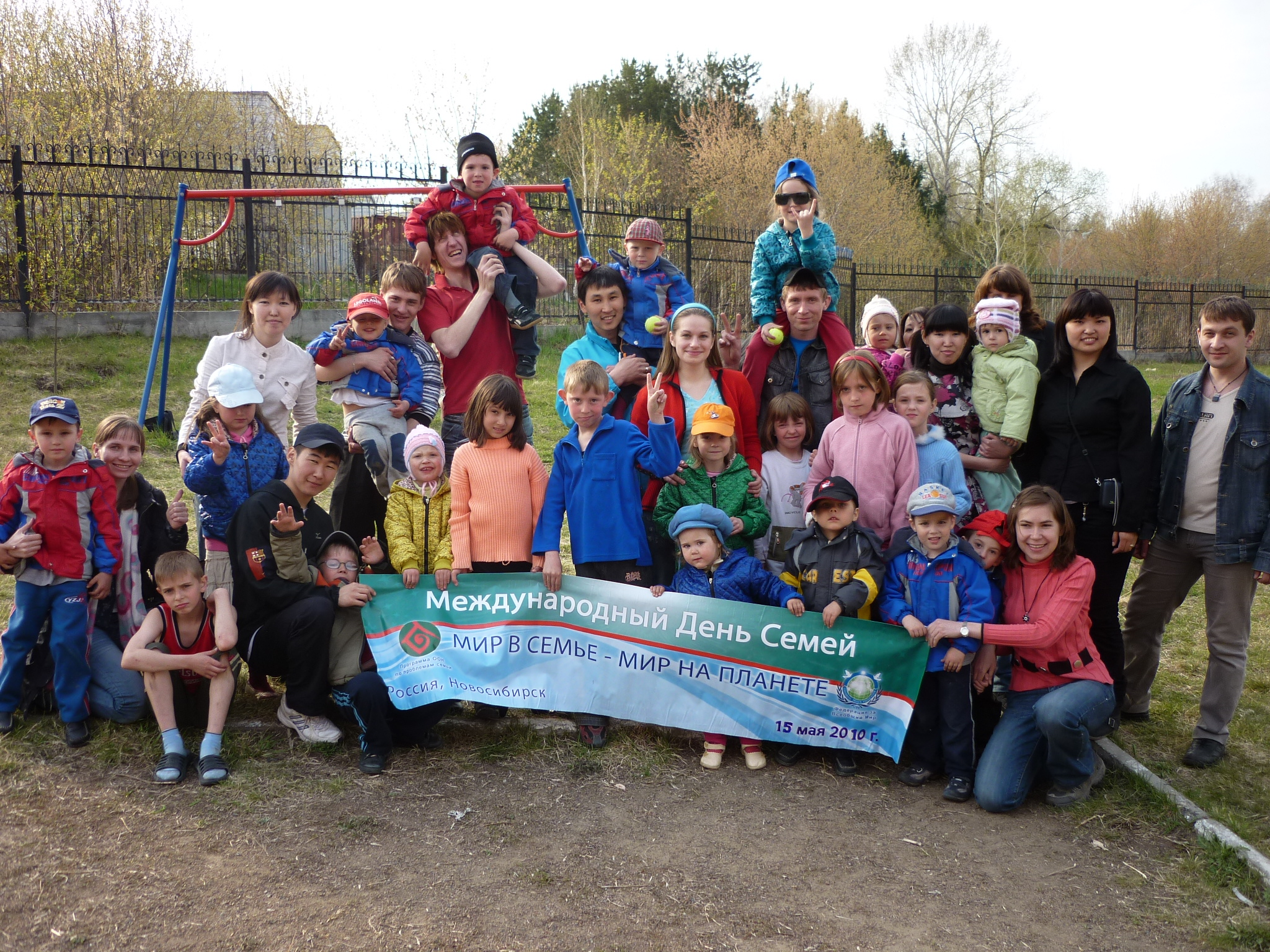
Международный день семей, Федерация за всеобщий мир, Новосибирск, Россия, 2010 год

## Темы дня

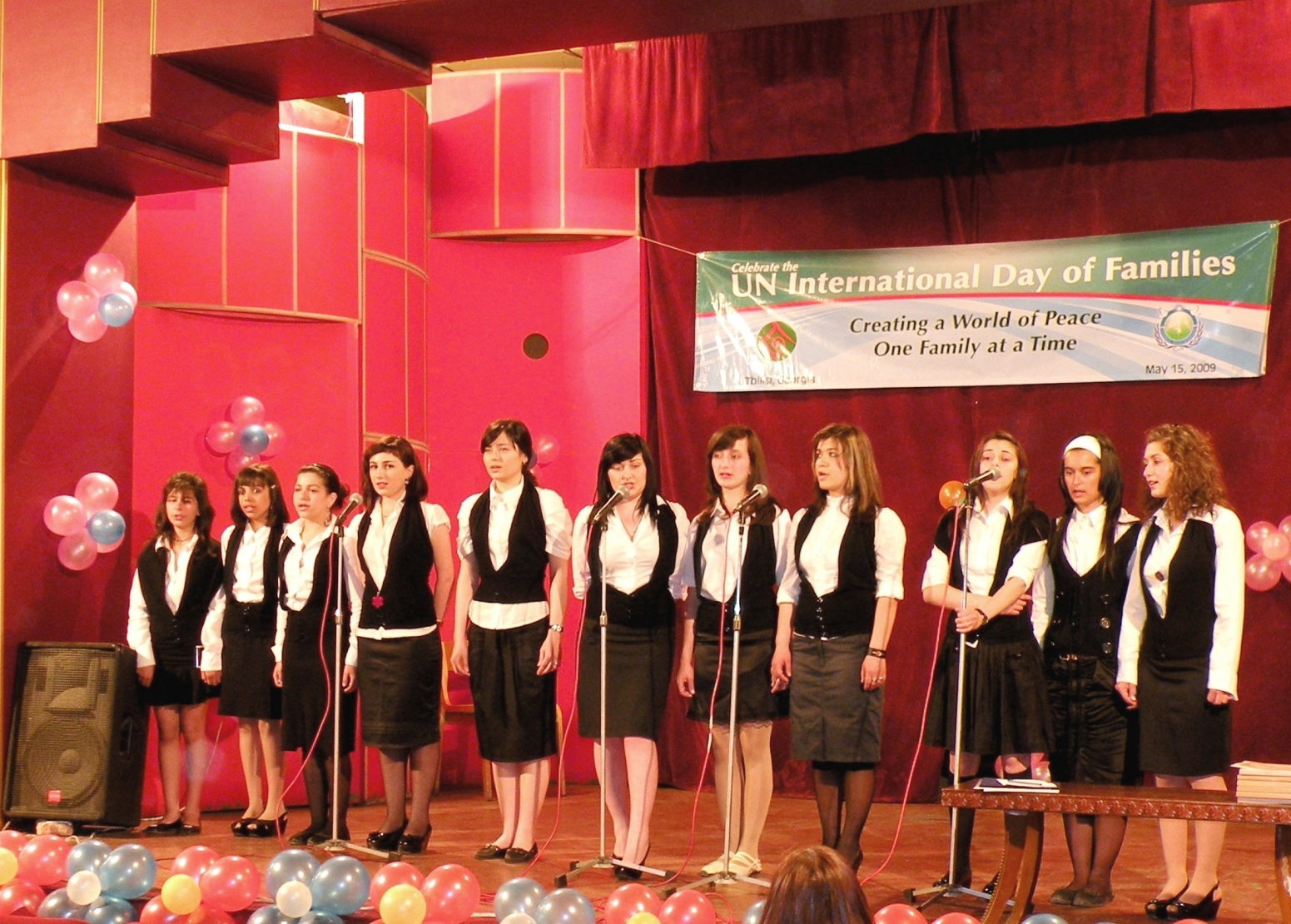
Международный день семей, Федерация за всеобщий мир, Тбилиси, Грузия, 2009 год

Каждый год для Международного дня семей выбирается тема:
- 2025 год — «Ориентированные на семью программы в целях устойчивого развития»
- 2024 год — «Благополучие семей и изменение климата»
- 2023 год — «Демографические тенденции и семьи»
- 2022 год — «Семьи и урбанизация»
- 2021 год — «Семьи и новые технологии»
- 2020 год — «Развивающиеся семьи: Копенгаген и Пекин +25»
- 2019 год — «Семьи и действия по борьбе с изменением климата»
- 2018 год — «Семья и инклюзивное общество»
- 2017 год — «Семья, образование и благосостояние»
- 2016 год — «Семья, здоровый образ жизни и устойчивое будущее»
- 2015 год — «Мужчины ответственны? Гендерное равноправие и права детей в современных семьях»
- 2014 год — «Ключевая роль семей в деле достижения целей развития; Международный год семьи +20»
- 2013 год — «Содействие социальной интеграции и солидарности поколений»
- 2012 год — «Обеспечение баланса между трудовой деятельностью и выполнением семейных обязанностей на благо семей и общества в целом»
- 2011 год — «Решение проблем малоимущих семей и проблем социальной изоляции»
- 2010 год — «Влияние миграции на семьи во всём мире»
- 2009 год — «Матери и семьи: вызовы в меняющемся мире»
- 2008 год — «Отцы и семьи: обязанности и вызовы»
- 2007 год — «Семьи и инвалиды»
- 2006 год — «Меняющиеся семьи: вызовы и возможности»
- 2005 год — «Воздействие ВИЧ и СПИДа на благополучие семьи»
- 2004 год — «Десятая годовщина Международного года семьи: рамочная программа действий»
- 2003 год — «Подготовка к десятой годовщине Международного года семьи и её празднование»
- 2002 год — «Семьи и старение — возможности и задачи»
- 2001 год — «Семьи и добровольная деятельность: укрепление социальной сплоченности»
- 2000 год — «Семьи: субъекты и бенефициарии развития»
- 1999 год — «Семьи для людей всех возрастов»
- 1998 год — «Семьи: обеспечение и пропаганда прав человека»
- 1997 год — «Создание семей на основе партнерства»
- 1996 год — «Семьи — первые жертвы нищеты и бездомности»
- 1995 год — «Семьи: ключ к предотвращению этнического соперничества и поощрению терпимости»
- 1994 год — «Фундаментальная роль семьи в процессе человеческого развития»